# Camopi
Camopi är en kommun i det franska utomeuropeiska departementet Franska Guyana i Sydamerika. År 2022 hade Camopi 2 168 invånare.

## Befolkningsutveckling
| Befolkningsutvecklingen i Camopi 1990–2021 | Befolkningsutvecklingen i Camopi 1990–2021 | Befolkningsutvecklingen i Camopi 1990–2021 | Befolkningsutvecklingen i Camopi 1990–2021 | Befolkningsutvecklingen i Camopi 1990–2021 |
| ------------------------------------------ | ------------------------------------------ | ------------------------------------------ | ------------------------------------------ | ------------------------------------------ |
|                                            |                                            |                                            |                                            |                                            |
| År                                         |                                            |                                            | Folkmängd                                  |                                            |
| 1990                                       | 1990                                       |                                            | 748                                        |                                            |
| 1999                                       | 1999                                       |                                            | 1 032                                      |                                            |
| 2007                                       | 2007                                       |                                            | 1 469                                      |                                            |
| 2015                                       | 2015                                       |                                            | 1 769                                      |                                            |
| 2021                                       | 2021                                       |                                            | 2 146                                      |                                            |